# Desevio Payne
Desevio Payne (Greenwood (South Carolina), 30 november 1995) is een voormalig Amerikaans-Nederlands profvoetballer die doorgaans als verdediger speelde.

## Clubcarrière

### FC Groningen
Payne heeft een Trinidadiaanse vader en een Nederlandse moeder. Een jaar na zijn geboorte verhuisde het gezin naar Nederland. Hij begon met voetballen bij SV Overbos en speelde vijf jaar in de jeugd bij HFC Haarlem voor die club in 2010 failliet ging. Via RKSV Pancratius kwam hij bij AVV Zeeburgia. In de zomer van 2012 liep hij stage bij Stoke City FC, waar hij een contract voor drie seizoenen kon ondertekenen. Payne ging echter naar FC Groningen, waarvoor hij op 22 februari 2015 als basisspeler debuteerde in de Eredivisie in een uitwedstrijd tegen SC Heerenveen. Payne tekende in juni 2015 een contract tot medio 2017 bij FC Groningen. In zijn verbintenis werd een optie voor nog een seizoen opgenomen.
In maart 2015 werd hij opgeroepen om voor Amerika onder 20 uit te komen op het Wereldkampioenschap 2015 in Nieuw-Zeeland. Hij maakte op 3 juni 2015 zijn officiële debuut op het WK in de met 4-0 gewonnen wedstrijd tegen Nieuw-Zeeland.

## Erelijst
FC Groningen
| Nationaal          |    |         |
| Winnaar KNVB beker | 1x | 2014/15 |